# North American F-86D Sabre
Ne zamenjati z dnevnim lovcem: North American F-86 Sabre
North American F-86D/K/L Sabre imenovan tudi "Sabre Dog" ali "Dog Sabre" (kodno ime JRV: L-13) je bil ameriški transonični reaktivni vsevremenski prestrezenik iz začetka 1950ih. Zasnovan je bil na podlagi dnevnega lovca F-86 Sabre, vendar je F-86D imel večji trup, 25% močnejši motor z dodatnim zgorevanjem - afterburner, močan radar in močno oborožitev 24 raket 70 mm FFAR "Mighty Mouse". Jugoslavija je bila z 130 letali največji operater tega tipa letala izven ZDA. F-86D je 18 novembra 1952 (S/N 51-2945) podrl hitrostni rekord v horizontalnem letu 698.5 mph oz. 1,124 km/h (607 kts, 0.918 Mach) s pilotom stotnikom J. Slade Nash, ki je letel s to hitrostjo v dolžini 3 km preko Soltonovega jezera v južni Kaliforniji na višini le 125 ft (38 m). Hitrostni rekord je izboljšal 16 julija 1953 podpolkovnik William F. Barns, z letalom F-86D (S/N 51-6145) na hitrost 715,7 mph oz. 1,152 km/h (622 kts, 0.940 Mach). F86D ima spremenjen nos v primerjavi s svojim predhodnikom dnevnim lovcem F-86E, s katerim si deli samo 25% skupnih delov. Letalo ima možnost nositi dva pod krilna rezervoarja volumna 2x 120 USGal (454 lit) s katerimi je lahko letel preko dve uri. Letalo lahko v rahlem spuščanju zaradi močnega motorja prebije hitrost zvoka brez težav. Letalo je imelo namerilni radar dosega 48 km in 24 raket zrak-zrak oz. zrak-zemlja Mk 4 FFAR - Mighty Mouse dosega 7 km z hitrostjo 1.4 Mach spravljenih v uvlačljivi lanser v trupu. Avtopilot je bil tri kanalni in je lahko letel glede na VOR, ILS vertikalno in horizontalno in po nastavljeni smeri ter višini, letalo je omogočalo letenje v vseh vremenskih pogojih, kabina je bila pod pritiskom, opremljeno je bilo tudi s tehnologijo proti zaledenitvi (anti-ice) vetrobrana, konusa in vstopnika motorja. Kontrole letenja so bile popolnoma hidravlične s sintetičnim občutkom, ki je bil premo sorazmeren s hitrostjo in odklonom krmilnih površin, višinski rep je bil v celoti gibljiv, na krilih so bila avtomatska predkrilca, nadzor nad motorjem je bil elektronski v primeru okvare pa je imel standby mehanski regulator motorja. Imel je tudi zaviralno padalo za zaustavitev na stezi, opravljivo nosno kolo in raketni sedež z minimalno varno višino izstrelitve 30m (100 ft) od tal. Letalo je bilo v primerjavi z vzhodnimi letali neprimerljivo naprednejše, preglednejše in udobnejše, za pilota je pa zahtevalo višji nivo usposobljenosti. Vzdrževanje letal je zahtevalo nova specialna znanja iz letalske elektronike in moderne avionike. Skupaj je bilo zgrajenih 2 837 letal. 
Po takratnem standardu je F-86D uporabljal vrhunsko avioniko. Večina letal z radarjem je bila takrat dvosedežnih s pilotom in operaterjem radarja, medtem ko je bil F-86D enosed. Napredek na področju elektronike in avionike je prepričali inženirje, da lahko tehnologija nadomesti radarskega operaterja. Letalo so v operaciji vodili do cilja z zemeljskim nadzorom, na razdalji približno 50 kilometrov pa je pilot cilj zaklenil z vgrajenim radarjem AN/APG-7. Sistem za opravljanje z ognjem E-4 z integriranim elektronskim analognim računalnikom AN/APA-84 je nato določil smer za prestrezanje cilja in elektronsko identifikacijo ciljev v zraku. V določenem času je E-4 signaliziral, da je čas za izstrelitev raket, letalo je z namerilnim radarjem in avtopilotom usmeril v tarčo. F-84D je zaradi naprednih sistemov v letalu zahteval največ usposabljanja od vseh letal v takratnem inventarju ameriških zračnih sil. Pri tem je treba spomniti, da se je letalo lahko uporabljalo podnevi in ponoči v vizualnih in instrumentalnih vremenskih pogojih ter tudi v pogojih znane zaledenitve.

### Sabre Dog v Jugoslaviji
Jugoslovanske letalske sile so komercialno kupile 130 letal F-86D, ki so operirala v obdobju 1961-1974 v dveh variantah: lovski F-86D z raketami in predelano izvidniški IF-86D s tremi električnimi kamerami (tipa: Kodak Aero Ektar K-24 W/178mm 5x5 lečo) namesto raket in svetilnimi letalskimi bombami. Jugoslavija je bila z arzenalom 130 letal največji operater teh variant letal izven ZDA. Tehnično gledano so bila letala F-86D tehnološko najnaprednejša v uporabi v zgodovini Jugoslovanskih letalskih sil, mlajša letala Mig-21 niso uspele doseči njegovih radarskih zmogljivosti in avtomatskega prepoznavanja na tako velikih razdaljah. Piloti so imeli zelo radi ''luksuzne'' ameriške Sabre Dog, saj so bili udobni in prostorni ter sodobni - odlično inštrumentalno opremljeno z urejeno kabino tudi za nočno in inštrumentalno letenje z avtopilotom, ko so šli kasneje na hitrejše ruske Mige-21 so bili razočarani, nad zastarelimi sovjetskimi inštrumenti na pram ameriškim in neudobni kabini. Podvozje letala Sabre Dog je bilo zelo robustno in je odlično dušilo tresljaje ter je bilo zelo dobro opravljivo. Za nočno letenje je celo imelo zaščito proti zaslepitvi pilota zaradi strele. Kapljičasta kabina je nudila odlično preglednost iz letala.   
Tipično je imela eskadrilja 24 letal in 16 pilotov. Bazirani so bili na letališču v Zagrebu: 82 letalska brigada: 184 izvidniška eskadrilja 20x IF-86D in 352 izvidniška eskadrilja ter 117 lovskem polku 31x F-86D in letališču Skopje: 83 letalska brigada: 254 lovski polk F-86D.  

## Specifikacije (F-86K)
Podatki iz Flight Manual F-86D/K
Splošne karakteristike
- Posadka: 1
- Dolžina: 40 ft 3 in (12,27 m)
- Razpon kril: 37 ft 1.5 in (11,31 m)
- Višina: 15 ft 0 in (4,57 m)
- Aeroprofil: NACA 0009.5-64 (koren krila)  NACA 0008.5-64 (konica krila)
- Teža praznega letala: 13 518 lb (6 132 kg)
- Maks. vzletna teža: 19 975 lb (9 060 kg)
- Load Factor:+5.6G, -2G oz. +5G, -2G z odvržnimi rezervoarji

 Zmogljivost 
- Neprekoračljiva hitrost: 1.17 Mach v rahlem spuščanju (774 kts, 1435 km/h)
- Maks. hitrost: 0.94 Mach 7 min (622 kts, 1152 km/h) 0.88 Mach 24 min (582 kts, 1078 km/h)
- Potovalna hitrost: 0.8 Mach (529 kts, 954 km/h)
- Hitrost porušitve vzgona: 123 kts (228 km/h) landing confinguration 105 kts (195 km/h)
- Doseg: 740 NM (1 370 km)
- Višina leta: 50 000 ft (15 240 m)
- Hitrost vzpenjanja: 12 150 ft/min (62 m/s)
- Max hitrost za odmetavanje rezervoarjev: 220 vozlov (407 km/h)
- Max hitrost zakrilc: 195 vozlov (362 km/h)
- Max hitrost premikanja koles in pristajalnih luči: 185 vozlov (343 km/h)
- Pristajalna hitrost: 140 vozlov (260 km/h)
- Max hitrost voženja z odprto kabino: 50 vozlov (93 km/h)

Oborožitev

- Strelno orožje: 6x M3 Browning 0.50 12.7mm strojnice (modela K in L)
- Rakete: 24x Mighty Mouse FFAR 70 mm 3 mache radarsko merjene dosega 7km (model D)

Letalska elektronika

Bojno-vremenski radar AN/APG-36 doseg 48 km (osveževanje na 3,5 sekund)